# Bítov (district de Znojmo)
Pour les articles homonymes, voir Bítov.
Bítov (en allemand : Vöttau) est une commune du district de Znojmo, dans la région de Moravie-du-Sud, en République tchèque. Sa population s'élevait à 149 habitants en 2020.

## Géographie
Bítov se trouve à 26 km à l'ouest-nord-ouest de Znojmo, à 71 km à l'ouest-sud-ouest de Brno et à 158 km au sud-est de Prague.
La commune est limitée par Zblovice et Dešov au nord, par Chvalatice à l'est, par Starý Petřín au sud, par Oslnovice au sud-ouest et par Vysočany à l'ouest.

## Histoire
La première mention écrite de la localité date de 1056.

## Patrimoine
- Château de Bítov.